# Prámaro
Prámaro (en asturiano: Prámaru) es una entidad de población española de la parroquia de Soto de Luiña, perteneciente al municipio de Cudillero, en la comunidad autónoma de Asturias.

## Historia
Hacia mediados del siglo XIX, el lugar, ya por entonces perteneciente a la parroquia de Soto de Luiña del municipio de Cudillero, tenía contabilizada una población de 203 habitantes. Aparece descrito en el decimotercer volumen del Diccionario geográfico-estadístico-histórico de España y sus posesiones de Ultramar de Pascual Madoz con las siguientes palabras:

PRÁMARO: l. en la prov. de Oviedo, ayunt. de Cudillero, felig. de Sta. Maria de Soto de Luiña: sit. á la izq. del r. de Soto, arrimado á la altura ó montaña de Ventana dando vista á San Cosme, Beiciella y la Escalada, con hermosas y fértiles praderías bañadas por dicho r. Su terreno es fértil y de buena calidad. prod.: maiz, habas, escanda, patatas y frutas, entre estas limones y naranjas. pobl.: 49 vec., 203 almas.
(Madoz, 1849, p. 207)

En 2023, la entidad singular de población tenía empadronados 55 habitantes, todos ellos en el núcleo de población de ese nombre.